# Selección de baloncesto sub-16 de Escocia
La selección de baloncesto sub-16 de Escocia es un equipo nacional de baloncesto de Escocia, administrado por la Federación Escocesa de Baloncesto. Representa al país en competiciones internacionales de baloncesto sub-16.
El equipo terminó 19º en el Campeonato Europeo de Baloncesto Masculino Sub-16 de 1975. También ganaron 8 medallas en la División C del Campeonato Europeo de Baloncesto Masculino Sub-16.